# 부정경쟁방지법
부정경쟁방지법(不正競爭防止法)이란 대한민국 법률로 부정한 수단에 의하여 동종 영업을 하는 자의 이익을 해치는 경쟁행위를 방지하기 위하여 제정된 법률이다.  동법은 독일의 1909년의 부정경쟁방지법을 모법으로 한다.

## 판례
- 부정경쟁방지법 제2조 제1호 소정의 행위는 상표권 침해행위와는 달라서 반드시 등록된 상표와 동일 또는 유사한 상호를 사용하는 것을 요하는 것이 아니고, 등록 여부와 관계없이 사실상 국내에 널리 인식된 타인의 성명, 상호, 상표, 상품의 용기, 포장 기타 타인의 상품임을 표시하는 표지와 동일 또는 유사한 것을 사용하거나 이러한 것을 사용한 상품을 판매 등을 하여 타인의 상품과 혼동을 일으키게 하거나 타인의 영업상의 시설 또는 활동과 혼동을 일으키게 하는 행위를 의미하고, 위와 같은 부정경쟁행위의 성립에는 상법상의 상호권의 침해에서와 같은 부정한 목적이나 부정경쟁행위자의 고의·과실은 그 요건이 아니다.[2].